# Pýrgos Kallístis
 (juin 2025).
Si vous disposez d'ouvrages ou d'articles de référence ou si vous connaissez des sites web de qualité traitant du thème abordé ici, merci de compléter l'article en donnant les références utiles à sa vérifiabilité et en les liant à la section « Notes et références ».

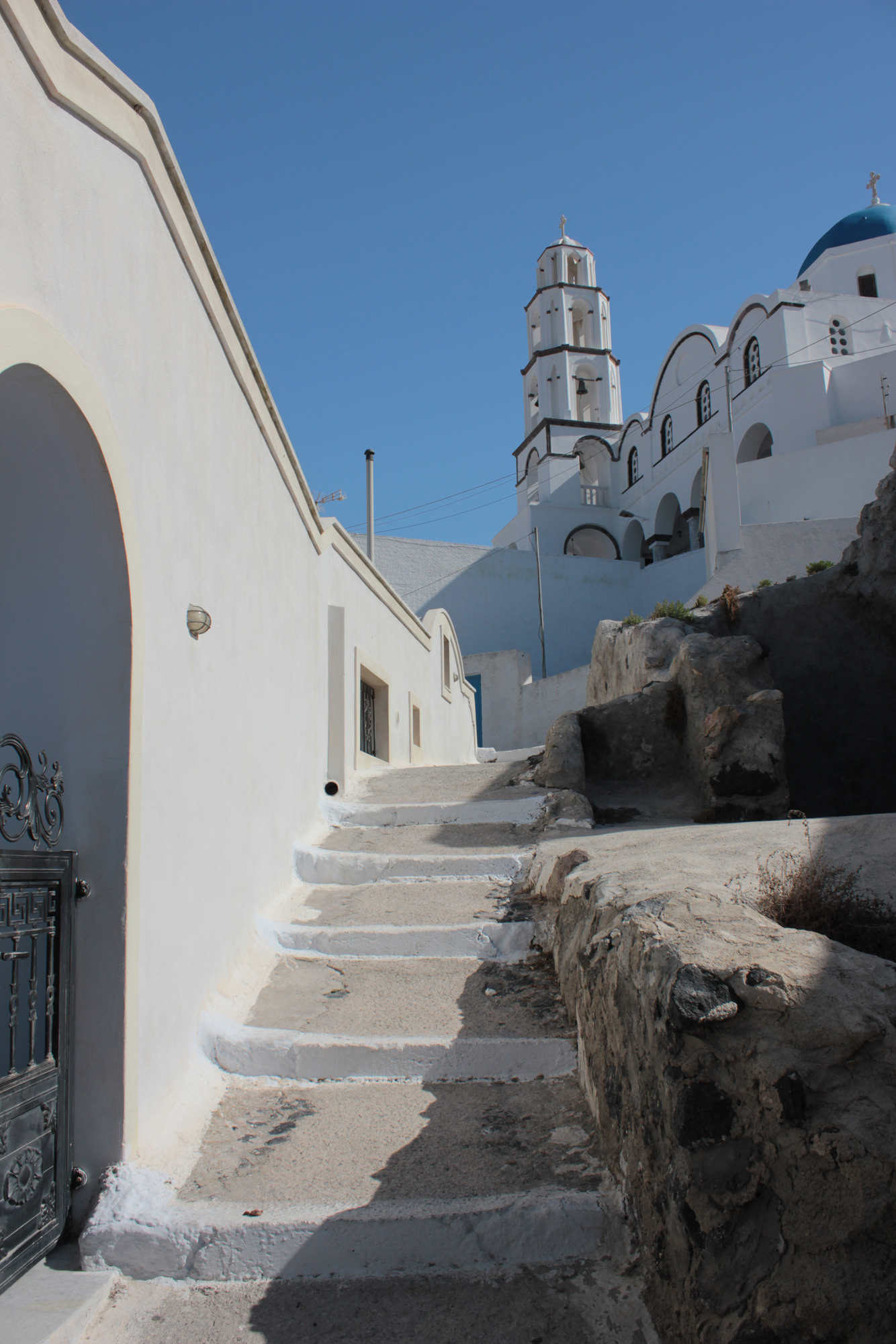
Pyrgos

Pýrgos ou Pýrgos Kallístis grec moderne : Πύργος Καλλίστης) est un village de Santorin comptant 702 habitants en 2001.
Durant l'occupation de l'île par les Vénitiens, Pýrgos fut la ville principale de Santorin.

## Églises
En 2005, 49 églises et chapelles étaient répertoriées dans la région, dont le monastère du Prophète Élie.